# فريسنوي إن جوهيل
فريسنوي إن جوهيل (بالفرنسية: Fresnoy-en-Gohelle)‏ هي بلدية تقع في إقليم باد كاليه من منطقة نور با دو كاليه في شمال فرنسا. تبلغ مساحة هذه المدينة 2.98 (كم²)، وترتفع عن سطح البحر 60 م، يبلغ عدد سكانها 199 نسمة حسب إحصاء المعهد الوطني للإحصاء والدراسات الاقتصادية سنة 2009 م. وترأس Michel Volanti البلدية خلال فترة (2008-2014).